# 上莱希特斯巴赫
上莱希特斯巴赫是德国巴伐利亚州的一个市镇。总面积27.60平方公里，总人口2021人，其中男性984人，女性1037人（2011年12月31日），人口密度73人/平方公里。